# Фроммер, Пол
Пол Фроммер (Paul R. Frommer; родился в 1943 году в Нью-Йорке) — профессор Университета Южной Калифорнии (USC), лингвист. Ранее он являлся вице-президентом, координатором специальных проектов, стратегических планов в «Бэнтли Индастриз», (Лос-Анджелес, Калифорния). С 2005 по 2008 годы занимал пост директора Центра коммуникационного менеджмента школы бизнеса Маршалла в USC.

## Увлечения лингвистикой
Фроммер с раннего возраста заинтересовался астрономией, астрофизикой и математикой. Окончил Рочестерский университет со степенью бакалавра искусств по математике в 1965 году. Позже преподавал английский язык и математику в Малайзии (на малайском языке) с Корпусом Мира. С этого момента он начал интересоваться лингвистикой, защитив докторскую диссертацию в этой области в USC (работа была посвящена различным аспектам персидского синтаксиса). Параллельно он преподавал английский язык в Иране, где всего за год к середине 1970-х изучал персидский язык.
Фроммер преподавал в течение нескольких лет, но затем ушёл в бизнес. В 1989 году Фроммер написал сценарий к фильму «Шаг в третье измерение». В 1996 году он вернулся в USC. В 1999 году в соавторстве написал книгу «Взгляд на языки: исследования по элементарной лингвистике». С 2005 по 2008 год был директором Центра коммуникационного менеджмента Школа бизнеса Маршалла.

## Работа над «Аватаром»
В 2009 году П. Фроммер был приглашен режиссёром Джеймсом Кэмероном к разработке сценария к новому фильму «Аватар». Фроммер придумал язык для вымышленной расы инопланетян на’ви, обитателей планеты Пандора. Он начал процесс создания языка с фонетики и фонологии. Затем он разработал морфологию, синтаксис и лексику. Кэмерон, по словам Фроммера, хотел, чтобы «язык получился приятным на слух, чтобы понравиться аудитории».
Фроммер, как он сам признался, формировал грамматику на’ви в подражание полинезийским языкам. Кроме того, он ввел абруптивные согласные, которые встречаются в кавказских и мунда языках, и в то же время исключил звонкие взрывные, характерные для большинства европейских языков. Специфичен и строй придуманного им языка. Он относится к языкам очень редкой разновидности — трипартивной, или трехчастной. Все три актанта (статив, агенс и пациенс) маркируются тремя различными падежами: номинативным (точнее: интранзитивом), эргативом и аккузативом соответственно.
В русском языке возможна похожая конструкция:
Христом (А) спасен мир (П).
Христос (С) явился.
Кэмерон написал несколько текстов песен для героев своего фильма, а Фроммер перевел их на на’ви и тренировал англоязычных певцов при произнесении специфических звуков. Голоса певцов не были подвергнуты компьютерной обработке, поскольку Кэмерон хотел, чтобы эти голоса не звучали механически и были «живыми».
После успеха фильма «Аватар» Фроммер получил множество писем от поклонников, которые настаивали, чтобы словарь нового языка неизменно пополнялся, открывались веб-сайты по его изучению и использованию. В среде изучающих язык На’ви Пола Фроммера обычно называют Karyu Pawl, что означает Учитель Паул.